# Francesco Spinelli

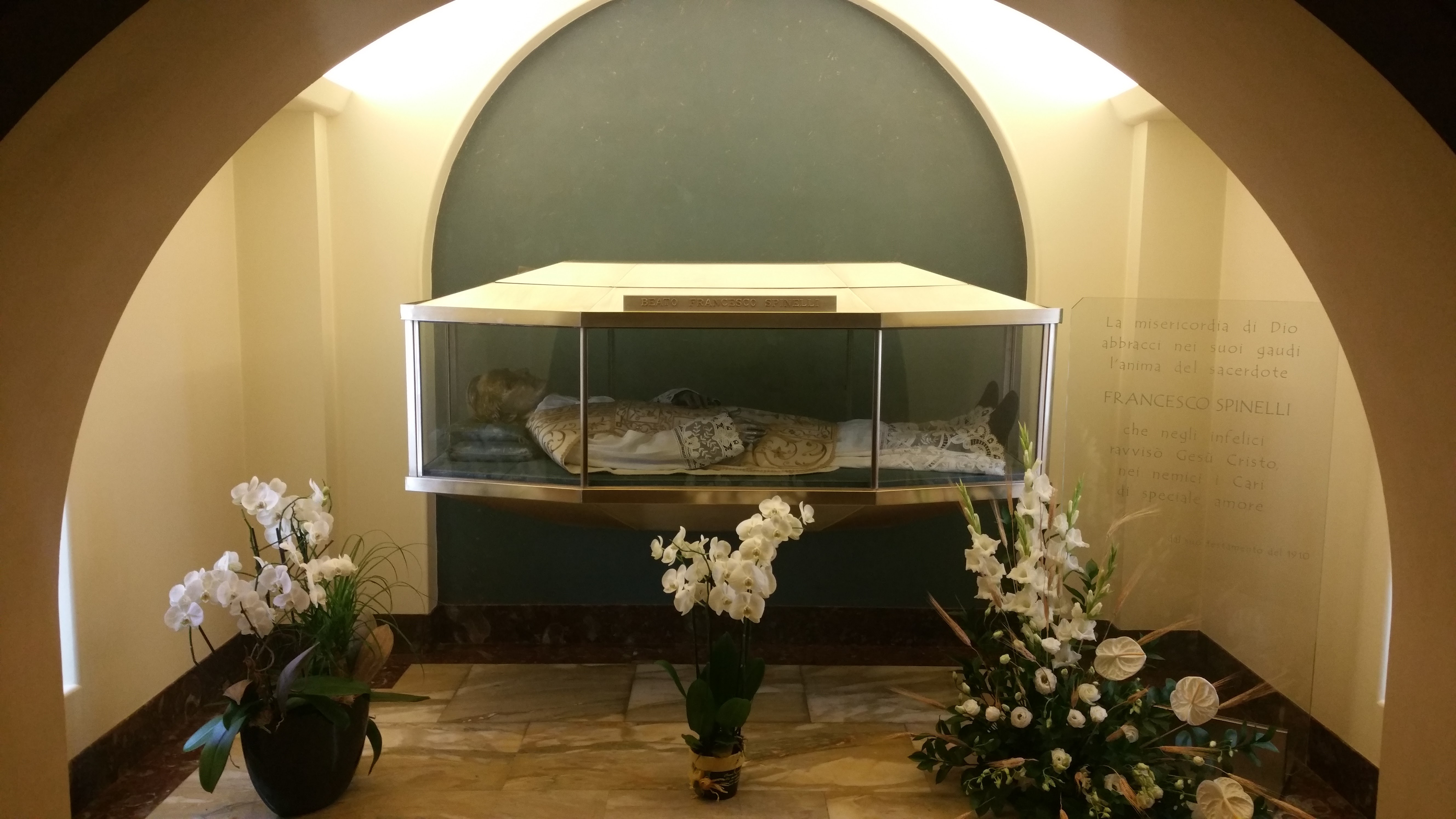
Das Grab des heiligen Francesco Spinelli im Mutterhaus der Anbetungsschwestern in Rivolta d’Adda.

Francesco Spinelli (* 14. April 1853 in Mailand; † 6. Februar 1913 in Rivolta d’Adda) war ein römisch-katholischer Priester der Diözese Bergamo und Gründer der Anbetungsschwestern von Bergamo (zusammen mit Geltrude Comensoli) und der Anbetungsschwestern von Rivolta d’Adda (italienisch Suore adoratrici del Santissimo Sacramento). In der katholischen Kirche wird er seit dem 14. Oktober 2018 als Heiliger verehrt. Sein Gedenktag ist der 6. Februar.

## Leben
Francesco Spinelli wurde am 14. April 1853 in Mailand geboren und am darauffolgenden 15. April getauft. Seine Eltern waren Bartolomeo Spinelli und seine Frau Emilia Cagliaroli. Schon als Kind zog er mit seinen Eltern und Geschwistern von Mailand nach Cremona und verbrachte die Sommer in Vergo, einem Ortsteil der Gemeinde Besana in Brianza, wo er 1871 von einem schweren Wirbelsäulenleiden geheilt wurde. In seiner Kindheit besuchte mit seiner Mutter häufig die Armen und Kranken.
Seine Berufung zum Ordensleben wurde durch die Unterstützung seiner Mutter und deren Bruder, dem Priester Pietro Cagliaroli, gefördert. Auch Luigi Maria Palazzolo ermutigte ihn auf dem Weg des Priestertums. Nach dem Studium in Bergamo wurde Francesco dort am 14. August 1875 von Bischof Pietro Luigi Speranza zum Priester geweiht. Während einer Reise nach Rom hatte er in der Basilika Santa Maria Maggiore die Eingebung, eine Schwesterngemeinschaft zu gründen, die sich der eucharistischen Anbetung widmet.
Am 15. Dezember 1882 gründete er zusammen mit Geltrude Comensoli die Suore adoratrici del Santissimo Sacramento (Anbetungsschwestern), deren Mutterhaus in der Via San Antonino in Bergamo eröffnet wurde.
Spinelli wurde am 4. März 1889, nach internen Streitigkeiten verbunden mit finanziellen Schwierigkeiten, gezwungen, die Schwesterngemeinschaft zu verlassen.
Der Bischof von Cremona bot ihm an, in seine Diözese zu kommen. Spinelli kam nach Rivolta d’Adda bei Cremona, mittellos und erschöpft wegen der Ereignisse in Bergamo.
1892 gründete er dort eine neue Schwesternkongregation gleichen Namens: die Suore adoratrici del Santissimo Sacramento (Anbetungsschwestern) mit Mutterhaus in Rivolta d’Adda. 1897 erhielten die Schwestern die diözesane Anerkennung durch Geremia Bonomelli, dem Bischof von Cremona.

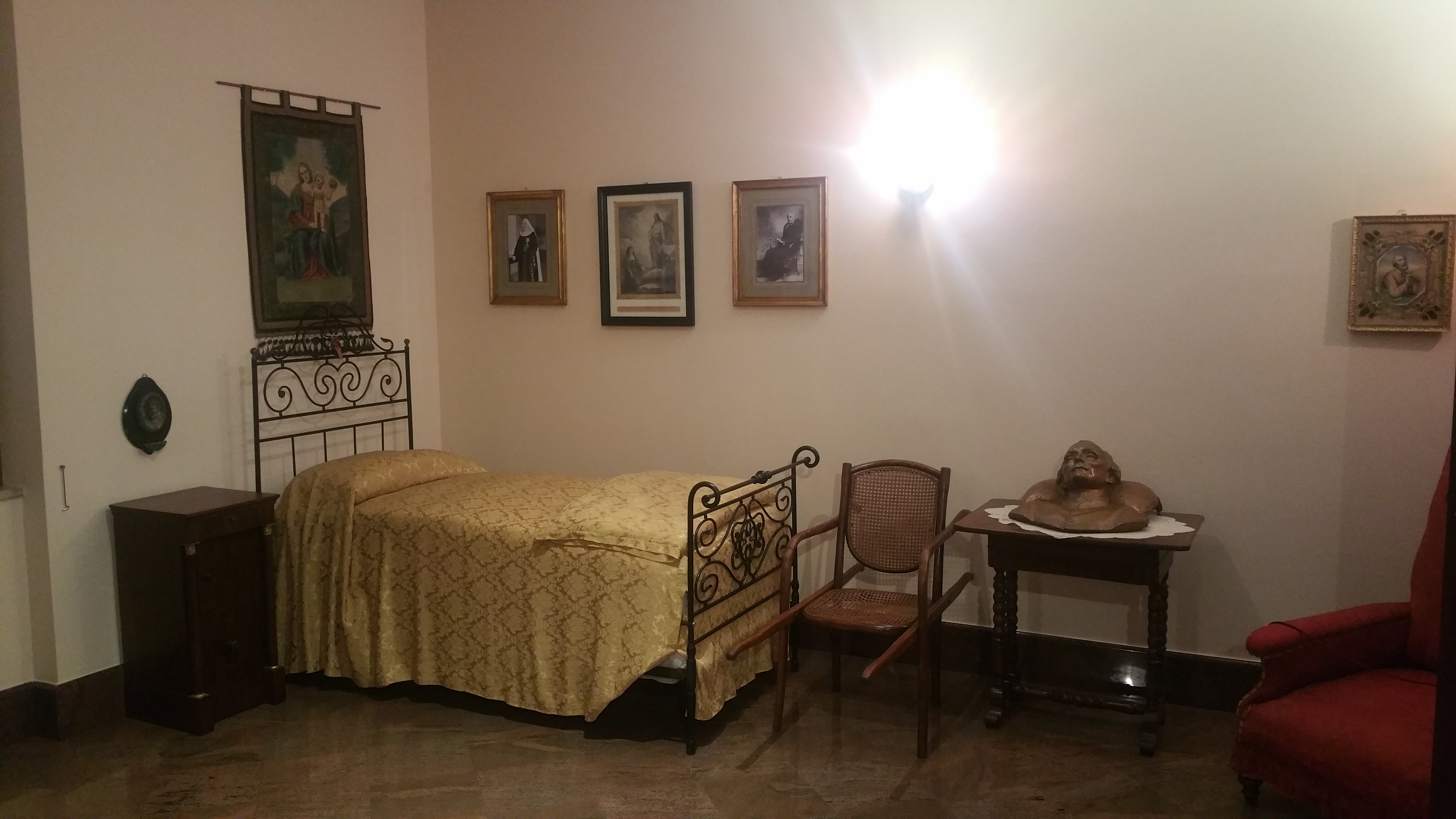
Das Sterbezimmer von Francesco Spinelli im Mutterhaus der Anbetungsschwestern.

Spinelli feierte am Weihnachtstag 1912 zum letzten Mal die heilige Messe und verstarb am 6. Februar 1913 im Mutterhaus der Schwestern in Rivolta d’Adda.
1924 wurde sein Leichnam von Friedhof der Stadt in die Kirche des Mutterhauses übertragen.

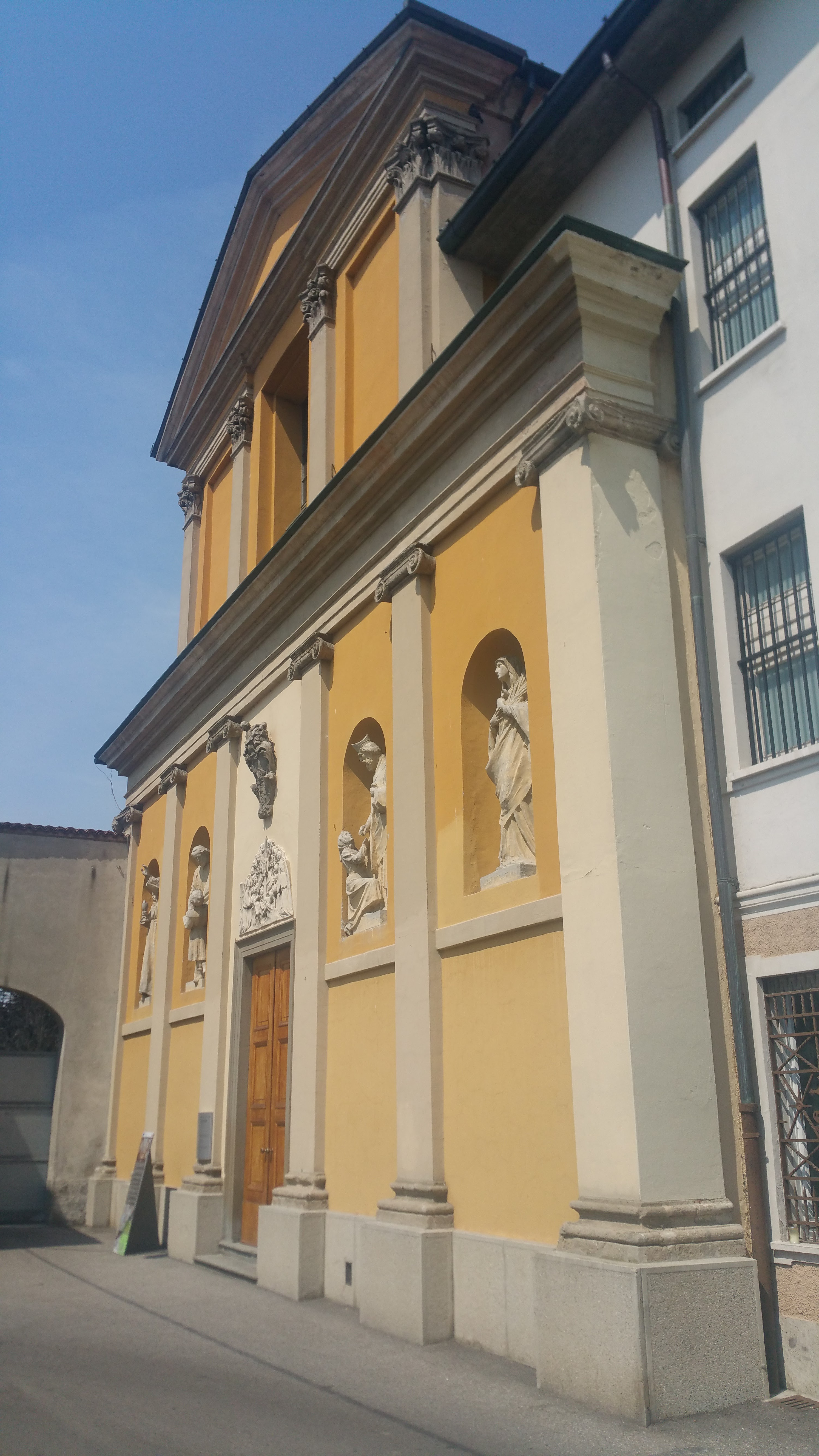
Mutterhaus der Anbetungsschwestern in Rivolta d’Adda

Die von ihm gegründete Schwesterngemeinschaft erhielt die päpstliche Anerkennung am 27. Februar 1932 von Papst Pius XI.
Die Schwestern sind heute in Italien, Afrika und Südamerika tätig. 459 Schwestern leben in 59 Häusern (Stand: 2005).

## Seligsprechung
Der Bischof von Cremona, Monsignore Giovanni Cazzani, begann im Jahr 1928 einen Informativprozess für eine mögliche Seligsprechung. Die Causa wurde offiziell am 25. Januar 1952 eröffnet. Die Positio wurde 1988 an die Kongregation für die Selig- und Heiligsprechungen übermittelt. Am 3. März 1990 wurde Francesco Spinelli mit der Veröffentlichung des Dekrets über den heroischen Tugendgrad auch der Titel „Ehrwürdiger Diener Gottes“ verliehen.
Nach der Anerkennung eines Wunders wurde Spinelli am 21. Juni 1992 von Papst Johannes Paul II. seliggesprochen. Die Heiligsprechung erfolgte nach der Anerkennung eines weiteren Wunders am 14. Oktober 2018 durch Papst Franziskus.

## Gedenktag
Der liturgische Gedenktag ist der 6. Februar, sein Todestag.